# Saint-Prosper-de-Champlain
Saint-Prosper-de-Champlain è un comune del Canada, situato nella provincia del Québec, nella regione di Mauricie.